# Synema imitator
Synema imitator là một loài nhện trong họ Thomisidae.
Loài này thuộc chi Synema. Synema imitator được miêu tả năm 1883 bởi Pavesi.